# ДОТ Мана
ДОТ Мана — японское оборонительное сооружение времён Второй мировой войны, построенное на восточном побережье острова Гуам. Расположен к югу от деревни Талофофо, примерно в 50 метрах от южного выхода из пещеры Эс Энит. Построен из кораллового известняка и бетона, внутренние размеры — примерно 3 на 1,8 метра2. Выход, находящийся на южной стороне, имеет размеры 0,85 на 1,45 метра2. В сооружении располагается одна огневая точка, обращённая на север. ДОТ спроектирован так, чтобы он не был виден с воздуха и моря. Возможно, был построен мобилизованными работниками из числа народа чаморро в ходе японской оккупации острова.
В 1991 году включён в Национальный реестр исторических мест США.